# Dendrolagus mbaiso
Dendrolagus mbaiso (Дінґізо) — вид родини Кенгурових. Названий на честь німецького зоолога Поля Мачі нім. Paul Matschie.

## Поширення
Ендемік острова Нова Гвінея, де живе в горах Тембагапура (англ. Tembagapura) і Квіяваґі (англ. Kwiyawagi). Діапазон поширення за висотою: 2700 — 3500 м (є дані, що до 4200 м) над рівнем моря. Це субальпійський вид, живе у низьких високогірних моховитих лісах чи чагарниках. Верхні частини тіла темні але має чіткі лицьові смуги й низ. У неволі це дуже слухняні тварини. 

## Загрози та охорона
Знаходиться під загрозою полювання задля їжі у частинах ареалу. Вид не присутній в будь-якій з природоохоронних територій.